# Le Veau d'or (film, 1968)
Pour les articles homonymes, voir Le Veau d'or.
Pour plus de détails, voir Fiche technique et Distribution.
Le Veau d'or (Золотой телёнок, Zolotoy telyonok) est un film soviétique réalisé par Mikhail Schweitzer, sorti en 1968,.

## Fiche technique
- Photographie : Sergeï Poluianov
- Musique : Georgi Firtitch
- Décors : Abram Freïdin